# Louis Desplaces

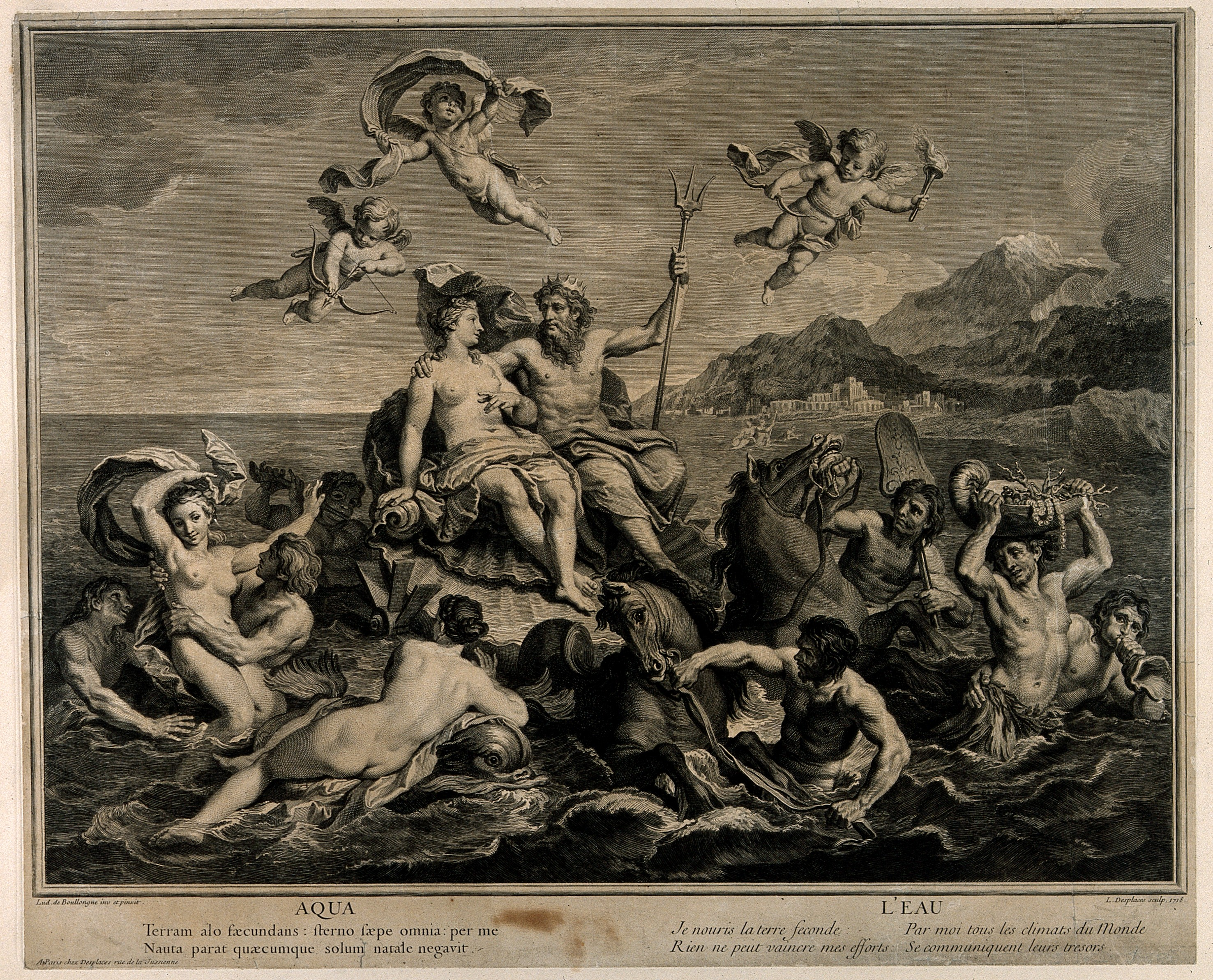
Venus y Neptuno se sientan en el carro de concha de vieira en medio de las olas, rodeados de ninfas y tritones: simbolizando el elemento agua (1718)

Louis Desplaces (París, 1682 - París, 18 de febrero de 1739) fue un grabador francés. 

## Biografía
Trabajó sobre todo en talla dulce, con una estética afín al Barroco. Se dedicó sobre todo a la reproducción de cuadros de artistas famosos, tanto antiguos como de su tiempo, y fue el grabador de Nicolas Fouché. Sobre originales de Watteau realizó la Pintura, la Escultura y la Comida de campo. Para el gabinete Crozat realizó varias reproducciones de artistas italianos. Efectuó temas religiosos basados en obras de Charles Le Brun y mitológicos según Antoine Coypel y Jean Jouvenet, así como retratos: Madame Duclos (1714), según Nicolas de Largillière.